# Lei de Poiseuille
Lei formulada pelo médico e físico francês Jean Léonard Marie Poiseuille que relaciona a vazão Q de um tubo cilíndrico transportando um líquido viscoso com o raio R, comprimento l, pressão P e coeficiente de viscosidade {\displaystyle \eta }:
{\displaystyle Q={\frac {\Delta P\pi R^{4}}{8l\eta }}}
A equação de Hagen-Poiseuille é uma lei da física que descreve um fluido incompressível de baixa viscosidade através de um tubo de seção transversal circular constante.

## Equação

### Notação Dinâmica de fluidos
A equação padrão na dinâmica dos fluidos:
{\displaystyle \Delta P={\frac {8\mu LQ}{\pi r^{4}}}}
ou
{\displaystyle \Delta P={\frac {128\mu LQ}{\pi d^{4}}}}
Onde:
{\displaystyle \Delta P} é a diferença de pressão
L é o comprimento do tubo
{\displaystyle \mu } é a viscosidade dinâmica
Q é a taxa volumétrica do fluxo
r é o raio do tubo
d é o diâmetro do tubo
{\displaystyle \pi } é a constante matemática (aproximadamente 3,1416).

### Notação Física
{\displaystyle \Phi ={\frac {dV}{dt}}=v\pi R^{2}={\frac {\pi R^{4}}{8\eta }}\left({\frac {-\Delta P}{\Delta x}}\right)={\frac {\pi R^{4}}{8\eta }}{\frac {|\Delta P|}{L}}}
Onde:
V é o volume do líquido (metros cúbicos)
t é o tempo (segundos)
v é a velocidade do fluido ao longo do comprimento do tubo (metros/segundos)
x é a distância na direção do fluxo (metros)
R é o raio interno do tubo (metros)
{\displaystyle \Delta P} é a diferença de pressão entre os dois extremos do tubo (pascals)
{\displaystyle \eta } é a viscosidade dinâmica do fluido (pascal-segundos (Pa·s)),
L é o comprimento total do tubo na direção x (metros).

## Derivação
A equação de Hagen-Poiseuille pode ser derivada das equações de Navier-Stokes.

### Viscosidade
A derivação da Lei de Poiseuille é surpreendentemente simples, mas requer um entendimento sobre viscosidade.  Quando duas camadas de líquido estão em contato e cada uma se move a diferentes velocidades, existirá uma força entre elas.  Esta força é proporcional à área de contato A, à diferença de velocidade na direção do fluxo {\displaystyle \Delta }vx/{\displaystyle \Delta }y, e é proporcional à constante {\displaystyle \eta }:
{\displaystyle F_{\text{viscosidade, topo}}=-\eta A{\frac {\Delta v_{x}}{\Delta y}}}
O sinal negativo é porque estamos nos referindo ao líquido com movimento mais rápido (parte superior da figura), que esta sendo retido pelo líquido mais lento (parte inferior da figura). Pela terceira lei de movimento de Newton, a força no líquido mais lento é igual e oposta (sem o sinal de menos) que a força do líquido mais rápido.  Esta equação assume que a área de contato é tão ampla que podemos ignorar os efeitos das bordas e que o fluido tem um comportamento de um fluido newtoniano.

### Fluxo de líquido através de um tubo
Fazemos uma consideração básica para o líquido no tubo: a velocidade do líquido no centro do tubo é muito máxima, enquanto que a velocidade do líquido próxima à parede do tubo é zero (devido ao atrito). 

a) Um tubo mostrando as lâminas imaginárias. b) Uma seção do tubo mostrando o movimento das lâminas a diferentes velocidades. A velocidade é baixa próxima às paredes, aumentando em direção ao centro do tubo.

 Para simplificar a situação, vamos assumir que existe um grupo de camadas circulares (lâmina) de líquido, cada uma com sua velocidade determinada somente pela sua distância radial do centro do tubo.
Para calcularmos o movimento do líquido, nós precisamos conhecer todas as forças atuando em cada lâmina:
1. A força que “empurra” o líquido através do vaso sanguíneo corresponde à variação de pressão multiplicada pela área: F = -{\displaystyle \Delta PA}.  A direção desta força é a mesma do movimento do sangue e o sinal negativo deve-se a convenção de definição da variação da pressão {\displaystyle \Delta P=P_{end}-P_{top}} que é sempre menor que zero.
2. O arrasto pela lâmina mais rápida; lâmina seguinte na direção do centro do tubo.
3. A retenção devida a lâmina mais lenta; lâmina seguinte na direção das paredes do tubo

A primeira destas forças vem da definição de pressão.  As duas forças restantes exigirão a utilização das equações de viscosidade para cada caso a fim de solucionar o problema.  Vamos nos concentrar no arrasto da lâmina mais rápida primeiro.

### Lâmina mais rápida
Assuma que estamos calculando a força na lâmina com raio s.  Da equação acima, precisamos determinar a área de contato e o gradiente de velocidade.  Pense na lâmina como um cilindro de ráio s e espessura ds.  A área de contato entre a lâmina e a lâmina mais rápida é simplesmente a área interna do cilindro: A = 2{\displaystyle \pi }s{\displaystyle \Delta }x.  Ainda não sabemos a velocidade do líquido no tubo, mas sabemos (baseado em nossas suposições iniciais) que é dependente do raio.  Assim, o gradiente de velocidade é a variação da velocidade com respeito a variação do raio na intersacção entre as duas lâminas.  Esta intersecção é de raio s.  Assim, considerando que esta força será positiva com respeito ao sentido do movimento do líquido (mas a derivada da velocidade será negariva), a forma final da equação será
{\displaystyle F_{\text{viscosidade, rápida}}=-\eta 2\pi s\Delta x\left.{\frac {dv}{dr}}\right\vert _{s}}
onde a barra vertical e o subscrito s após a derivada indica que esta deve ser considerada para o raio s.

### Lâmina mais lenta
Agora vamos calcular a força para de arrasto da lâmina mais lenta.  Precisamos calcular os mesmos valores que fizemos para a lâmina mais rápida.  Só que neste caso, a área de contato será a superficie externa do cilindro: s+ds ao invés de s.  Também precisamos lembrar que a força resultante se opõem a direção do movimento do líquido o que torna a força negativa (apesar da derivada da velocidade continuar sendo negativa).
{\displaystyle F_{\text{viscosidade, lenta}}=\eta 2\pi (s+ds)\Delta x\left.{\frac {dv}{dr}}\right\vert _{s+ds}}

### Colocando tudo junto
Para determinar a solução para o fluxo do líquido através do tubo, nos precisamos fazer uma última suposição.  O líquido no tubo não está sendo acelerado e, pela primeira lei de Newton, não há nenhuma força resultante.  Se não há nenhuma força resultante, então a somatória de todas as forças tem que ser zero
{\displaystyle 0=F_{\text{pressão}}+F_{\text{viscosidade, rápida}}+F_{\text{viscosidade, lenta}}}
ou
{\displaystyle 0=-\Delta P2\pi sds-\eta 2\pi s\Delta x\left.{\frac {dv}{dr}}\right\vert _{s}+\eta 2\pi (s+ds)\Delta x\left.{\frac {dv}{dr}}\right\vert _{s+ds}}
Antes de prosseguir, precisamos simplificar esta equação horrorosa.  Primeiramente, para termos tudo ocorrendo no mesmo ponto, nos precisamos expandir o gradiente da velocidade utilizando a série de Taylor, mantendo apenas os termos de primeira e segunda ordem (os demais termos podem ser desprezados por serem muito pequenos).
{\displaystyle \left.{\frac {dv}{dr}}\right\vert _{r+dr}=\left.{\frac {dv}{dr}}\right\vert _{r}+\left.{\frac {d^{2}v}{dr^{2}}}\right\vert _{r}dr}
Vamos utilizar esta relação em nossa equação.  Também vamos utilizar r ao invés de s já que escolhemos uma lâmina arbitraria e queremos uma expressão que seja válida para todas as lâminas. Agrupando os termos semelhantes e eliminando as barras verticais, já que todas as derivadas serão para o raio r,
{\displaystyle 0=-\Delta P2\pi rdr+\eta 2\pi dr\Delta x{\frac {dv}{dr}}+\eta 2\pi rdr\Delta x{\frac {d^{2}v}{dr^{2}}}+\eta 2\pi (dr)^{2}\Delta x{\frac {d^{2}v}{dr^{2}}}}
Finalmente, vamos converter em uma equação diferencial, movendo alguns termos para que fique mais facil de ser resolvida, e desprezando o termo quadrático em dr já que este será muito pequeno quando comparado aos demais termos (outro truque matemático padrão).
{\displaystyle {\frac {1}{\eta }}{\frac {\Delta P}{\Delta x}}={\frac {d^{2}v}{dr^{2}}}+{\frac {1}{r}}{\frac {dv}{dr}}}
Pode ser observado que ambos os ramos da equação são negativos: há uma queda de pressão no tubo (lado esquerdo) e ambas derivadas (de primeira e segunda ordem) da velocidade são negativas já que a velocidade tem o seu máximo no centro do tubo.  A equação pode ser reescrita como:
{\displaystyle {\frac {1}{\eta }}{\frac {\Delta P}{\Delta x}}={\frac {1}{r}}{\frac {d}{dr}}r{\frac {dv}{dr}}}
Esta equação diferencial está sujeitas as seguintes condições limítrofes:
v(r) = 0 para r = R --  velocidade junto às paredes do tubo.
{\displaystyle {\frac {dv}{dr}}=0}  para  r = 0 -- simetria axial
A simetria axial significa que a velocidade v(r) é máxima no centro do tupo, assim a primeira derivada {\displaystyle {\frac {dv}{dr}}} será zero para r = 0.
A equação diferencial pode ser integrada para:
{\displaystyle v(r)={\frac {1}{4\eta }}r^{2}{\frac {\Delta P}{\Delta x}}+Aln(r)+B}
Para determinar A e B, vamos utilizar as condições limítrofes.
Primeiro, a condição de simetria indicada:
{\displaystyle {\frac {dv}{dr}}={\frac {1}{2\eta }}r{\frac {\Delta P}{\Delta x}}+A{\frac {1}{r}}=0} para r = 0
A única solução possível ocorre se A = 0.
Por último, considerando a velocidade junto às paredes do tubo na equação restante:
{\displaystyle v(R)={\frac {1}{4\eta }}R^{2}{\frac {\Delta P}{\Delta x}}+B=0}
assim
{\displaystyle B=-{\frac {1}{4\eta }}R^{2}{\frac {\Delta P}{\Delta x}}}
Agora nós temos uma equação da velocidade de um líquido em um tubo, em função da distância do centro do tubo.
{\displaystyle v=-{\frac {1}{4\eta }}{\frac {\Delta P}{\Delta x}}(R^{2}-r^{2})}
ou, a velocidade máxima no centro do tubo (r = 0) sendo R o raio interno do tubo,
{\displaystyle v_{max}=-{\frac {1}{4\eta }}{\frac {\Delta P}{\Delta x}}R^{2}}

### Lei de Poiseuille
Para calcular o volume total do fluxo através do tubo, nós precisamos somar a contribuição de todas as lâminas.  Para calcular o fluxo para cada lâmina, nós multiplicamos a velocidade (usando a equação acima) pela área da secção transversal da lâmina.
{\displaystyle \Phi (r)={\frac {1}{4\eta }}{\frac {|\Delta P|}{\Delta x}}(R^{2}-r^{2})2\pi rdr={\frac {\pi }{2\eta }}{\frac {|\Delta P|}{\Delta x}}(rR^{2}-r^{3})dr}
Finalmente, nós integramos todas as lâminas usando o raio r como variável.
{\displaystyle \Phi ={\frac {\pi }{2\eta }}{\frac {|\Delta P|}{\Delta x}}\int _{0}^{R}(rR^{2}-r^{3})\,dr={\frac {|\Delta P|\pi R^{4}}{8\eta \Delta x}}}

## Analogia com um circuito elétrico
Originalmente, a eletricidade era considerada um tipo de fluido. Esta analogia hidráulica ainda é conceitualmente útil.
A lei de Poiseuille corresponde a Lei de Ohm para circuitos elétricos (V = IR), onde a queda de pressão {\displaystyle \Delta P} é análoga a tensão elétrica V e o fluxo Φ é análogo a corrente elétrica I.  Então, a resistência
{\displaystyle R={\frac {8\eta \Delta x}{\pi r^{4}}}}
Este conceito é útil pois a resistência efetiva do tubo é inversamente proporcional ao raio elevado a quarta potênia.  Isto significa que uma redução do tubo pela metada aumentaria a resistência ao movimento do fluido em 16 vezes.
Tanto a lei de Ohm quanto a lei de Poiseuille ilustram o fenômeno do transporte.

## História
Isto foi desenvolvido independentemente por Gotthilf Hagen (1797-1884) e Jean Léonard Marie Poiseuille.
A lei de Poiseuille foi definida experimentalmente em 1838 e formulada e publicada em 1840 e 1846 por Jean Léonard Marie Poiseuille (1797-1869). Hagen realizou seus experimentos em 1839.

## Referencias
- S. P. Sutera, R. Skalak, "The history of Poiseuille's law," Annual Review of Fluid Mechanics, Vol. 25, 1993, pp. 1-19
- Pfitzner, J (1976), «Poiseuille and his law.», Anaesthesia, 31 (2), pp. 273-5, PMID:779509